# Voie romaine de Reims à Saint-Quentin
La  Voie romaine Reims- Saint-Quentin est une voie romaine qui reliait Durocortorum à Augusta Viromanduorum.

## Sources
Diverses observations archéologiques et particulièrement ceux d’Amédée Piette, attestent sa présence bien que cette voie ne soit pas reprise dans la Table de Peutinger ni dans les Itinéraire d'Antonin.

## Parcours

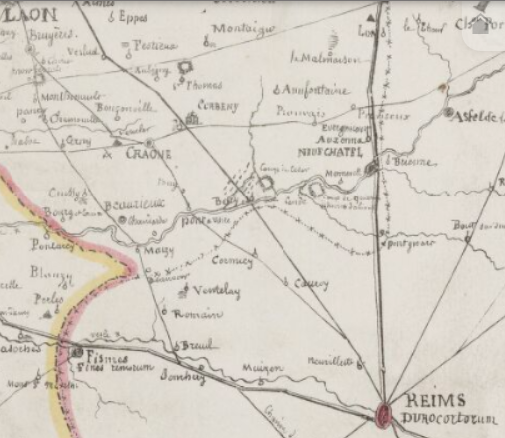
Section Reims-Laon

Quittant Reims (Durocortorum) par la porte Mars, emprunte l’avenue de Laon, puis l’avenue Nationale :
- puis se superpose à la chaussée de la D944 jusqu’à Berry-au-Bac,
- poursuit et se superpose à la chaussée de la D1044, traverse Corbeny,
- poursuit sur la D1044 jusqu’à la D90,
- quitte peu après la D90 et travers des cultures pour rejoindre le chemin des Romains, qui rattrape la D90, puis la quitte au croisement du GR 12A,
- poursuit sur le chemin des Romains,
- arrive à Veslud par « Le chemin des Romains », longe le cimetière militaire allemand de Veslud par l’« Impasse rurale dite du Cimetière » pour atteindre la « rue de la Barrière »,
- sort de Veslud par la « rue des Romains », poursuit en alignement, sur le « chemin des Romains » jusqu’à rencontrer, après un court alignement de haie, et croiser à nouveau la D1044 puis la D181,
- poursuit et entre dans Athies-sous-Laon par « la chaussée des Romains » puis emprunte la « rue des Écoles » pour rejoindre la D516 par la « route de Chambry »,
- entre dans Chambry par la « rue Aristide Briand » et la « Rue roger Salengro »
- poursuit en alignement par la route Aisance, traverse la voie SNCF, passe à gauche de la ferme Hodvoyes (ancienne hors de la voie), traverse le ruisseau  « les Barenton », traverse le marais, emprunte le « Longuedeau » (anciennement Longue-Dieau), coupe la D 967, franchit le ruisseau de « Longuedeau », Franchit en ligne droite des cultures pour reprendre le chemin des Romains. Il est Interrompu au croisement de la route de Vivaise, et poursuit en ligne droite en croisant l'autoroute des Anglais et le ruisseau la Buzelle, reprend le chemin des Romains au croisement de la D63 et le chemin de Remies,
- poursuit jusqu'à rencontrer la D35, puis poursuit jusqu'à la rivière la Serre, longe la rivière et la franchit, franchit deux rivières "Le grand Fossé" et "Le Péron", puis reprend le chemin des Romains, et enfin coupe la D26 pour rejoindre Catillon-du-Temple,
- à la sortie de Catillon-du-Temple, après une légère inflexion vers la gauche, poursuit sur le chemin des Romains pour atteindre Surfontaine,
- traverse Surfontaine et poursuit sur le « chemin des Romains » jusqu’à Séry-lès-Mézières,
- traverse la D13, puis traverse la ligne SNCF, poursuit en ligne droite et traverse un bras de l'Oise, puis emprunte l'actuelle écluse, traverse l'Oise pour entrer dans Châtillon-sur-Oise,

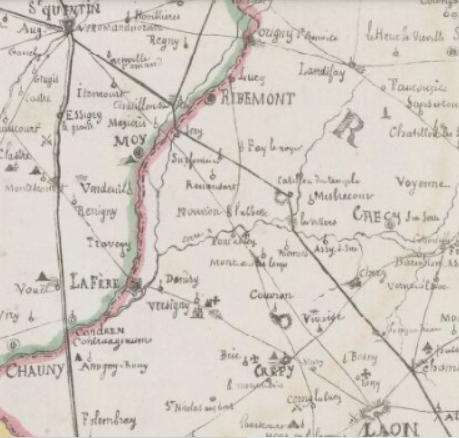
Section Laon – Saint-Quentin

- poursuit à Châtillon-sur-Oise sur la « rue de l'Écluse », traverse la « rue d'En-haut »,
- et poursuit en sortant de Châtillon-sur-Oise sur le chemin Romeret, traverse des cultures, reprend l'ancienne voie romaine jusqu'à Itancourt,
- à Itancourt, traverse la "rue du Rousset", poursuite sur le chemin Romeret jusqu'à la route d'Itencourt,
- traverse cette route et poursuit dans les cultures pour atteindre le chemin d'Itencour, rentre dans Saint-Quentin par le chemin d'Itencourt.
- arrive à Saint-Quentin ou Augusta Viromanduorum.

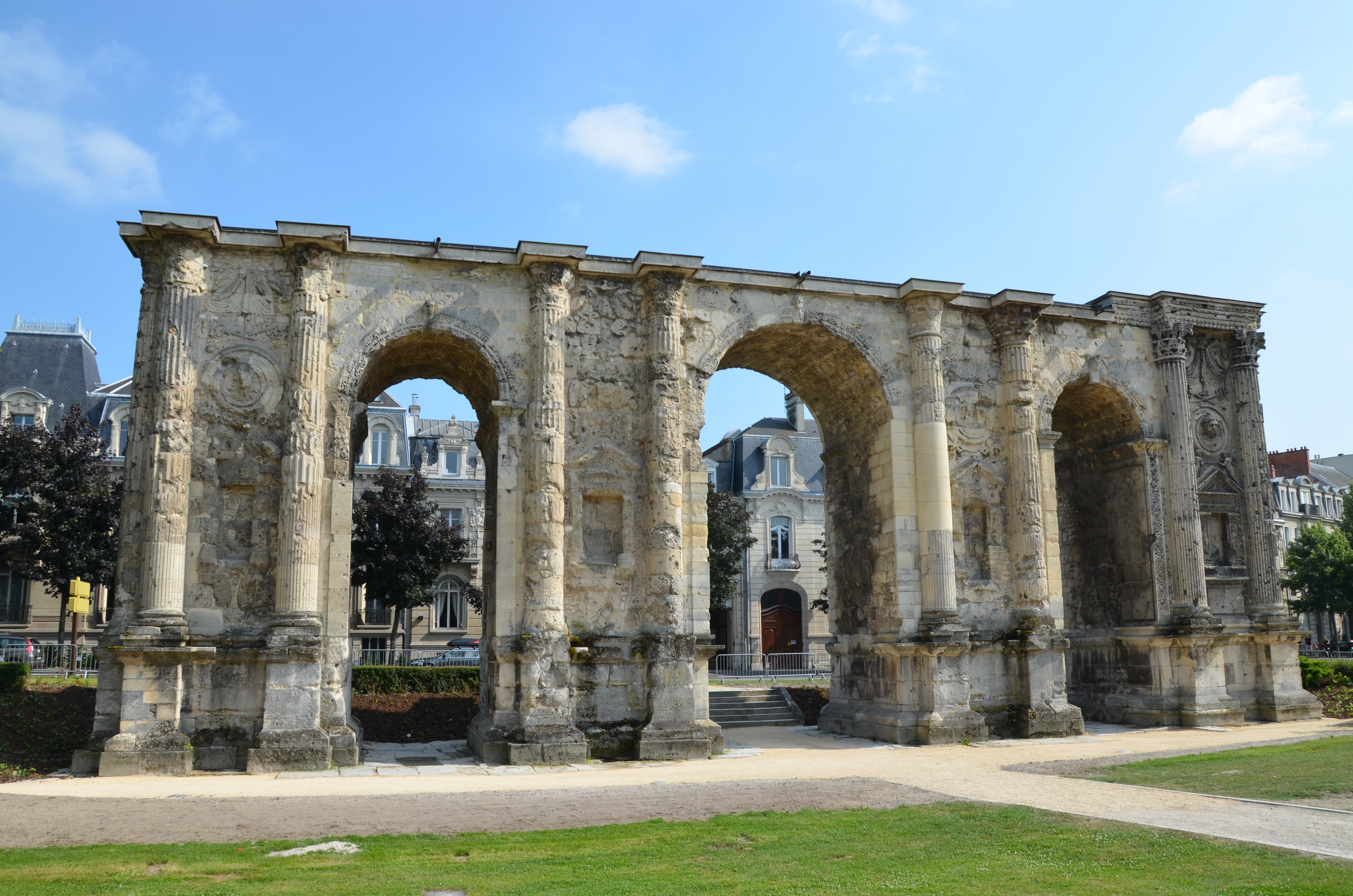
Porte Mars à Reims.

## Sources et liens externes
- https://www.google.fr/books/edition/Itin%C3%A9raires_gallo_romains_dans_le_d%C3%A9pa/Zgzm0HvHa54C?hl=fr&gbpv=1&pg=PP11&printsec=frontcover